# Stewards Society
La Stewards Society (conocida colectivamente como Stewards) es una fraternidad de servicio anónima exclusivamente masculina, a menudo considerada una sociedad secreta, en la Universidad de Georgetown. El nombre se refiere colectivamente a un puñado de grupos vagamente vinculados organizativamente que han existido desde la First Stewards Society. Después de su fundación, la sociedad permaneció en gran parte desconocida hasta 1988, cuando el reverendo Joseph Durkin denunció públicamente al grupo, lo que finalmente llevó a su disolución. La First Steward Society siguió funcionando hasta que se separó en la década de 1990, formando la Second Stewards Society y más tarde la Third Stewards Society.
Los Stewards han estado sujetos a una serie de revelaciones y controversias con respecto a su participación con el gobierno estudiantil de Georgetown (GUSA) y sus inclinaciones políticas percibidas. La Second Stewards Society opera una fundación de beneficencia que realiza donaciones a la Universidad de Georgetown y organizaciones estudiantiles relacionadas, aunque el resto de las actividades del grupo son generalmente opacas para el público.

## Historia

### First Stewards Society (1982-1988)
Los Stewards se fundaron en 1982 como un grupo de servicio exclusivamente masculino en la Universidad de Georgetown, originalmente diseñado como una sociedad secreta. Manuel Miranda estuvo entre los fundadores y primeros líderes de esta organización. El grupo en ese momento estaba formado por estudiantes en posiciones de liderazgo.
En el otoño de 1987, los delegados enviaron una carta detallando las tradiciones en el campus a la clase entrante de primer año; esta carta incluía la imagen de una llave, el logo de la sociedad. El 9 de febrero de 1988, el reverendo Joseph Durkin, asesor de la organización, expuso públicamente al grupo en una carta escrita al periódico estudiantil de Georgetown, The Hoya. En esta carta, criticaba al grupo por excluir a estudiantes mujeres y de minorías.
Una semana después de esta carta, la First Stewards Society anunció que los miembros se habían disuelto. Junto con esto, varios de los exmiembros abdicaron de sus posiciones de liderazgo, incluido el presidente del gobierno estudiantil y el jefe de redacción de The Hoya, debido a una reacción negativa de los estudiantes contra el grupo. John Courtin, director ejecutivo de la Asociación de Antiguos Alumnos de Georgetown, afirmó haber estado al tanto del grupo pero haber tenido una participación limitada. Los documentos internos de los Stewards se referirían a este período de tiempo como The Great Unpleasantness «El gran desagrado». La First Steward Society se extinguió poco después.

### Second y Third Stewards Society (mediados de la década de 1990-presente)
Tras la división interna dentro de la First Steward Society, la Second Stewards Society se formó en algún momento durante la década de 1990. Por esta época, también se formó otro grupo que se refería a sí mismo como la Third Steward Society, afirmando ser los sucesores directos del grupo Steward original. Ambos grupos permanecieron predominantemente fuera de la vista del público durante este tiempo. El cuerpo estudiantil creía en gran medida que los Stewards habían desaparecido en ese momento; hasta que, en 2001, un miembro del grupo publicó un artículo en la revista The Georgetown Academy explicando la organización y sus objetivos. En algún momento, se instaló un reloj en la Plaza Roja de Georgetown con una placa que hacía referencia a un exmiembro de los Stewards y que mostraba el logotipo de dos llaves de la organización.
En 2013, un bloguero anónimo llamado «Steward Throat» publicaría una serie de correos electrónicos internos de los miembros de Stewards. Esto incluía memorandos internos de que un candidato a presidente del gobierno estudiantil era un miembro no revelado de los Stewards. La revelación resultó en que el candidato antes mencionado perdiera las elecciones y aumentara el escrutinio hacia la organización y sus actividades financieras. Además, los Stewards recibieron considerables críticas por su actitud «elitista» y expresaron su deseo de combatir la cultura de izquierda de la universidad. Después de esto, The Hoya organizó revisiones sobre los candidatos de 2014 y 2015 para puestos de gobierno estudiantil, destacando a los miembros de la Segunda y Tercera Sociedad de Administradores. The Hoya también describió cómo los miembros de Steward se acercaron a los candidatos del gobierno estudiantil durante sus campañas. Al mismo tiempo, se filtró a The Washington Post una copia de 2000 de los estatutos del grupo que detallaba la estructura y los altos cargos de los segundos delegados.
En 2020, un grupo anónimo que se refiere a sí mismo como White Rose («Rosa Blanca») publicó las identidades y la información personal de los miembros de Stewards en Twitter. El grupo emitió una serie de declaraciones pidiendo transparencia en torno a las organizaciones secretas, realizó publicaciones crípticas sobre los Stewards y pidió una prohibición en toda la universidad de que las sociedades secretas participen en el gobierno estudiantil. Un portavoz de los Stewards desestimó al grupo por difundir «viejas paranoias e historias distorsionadas» y anunció que las acciones de White Rose eran una violación de las leyes de acoso y acoso cibernético de DC, así como una violación de las directrices universitarias. The Hoya comparó vagamente a The White Rose con Steward Throat. En respuesta a White Rose, la Second Stewards Society emitió un comunicado aclarando su organización y su estructura.

## Estructura y actividades
Poco se sabe sobre la estructura de la Third Stewards Society, pero la estructura de Second Stewards Society se conoce debido a la filtración de The Washington Post de los estatutos del grupo. El lema de los Second Stewards es Non Scholae Sed Vitae («No para la escuela sino para la vida») y su logo es un diseño de dos llaves. Los puestos conocidos del grupo incluyen: el Cuestor del Tesoro, el Guardián, el Decano de Todos los Años, el Maestro del Ritual y dos Guardianes Mayordomos. Poco se sabe sobre las funciones específicas de estos miembros, salvo que el de Guardian Stewards es un puesto que ocupa un jesuita o un sacerdote católico.
Hoy en día, la Second Stewards Society opera como una organización fraternal de servicio anónimo, afirmando ser una asociación privada y no una sociedad secreta. En 2020, la Second Stewards Society declaró que no fueron designados como un grupo de estudiantes, sino que se llamaron a sí mismos una asociación de exalumnos. Se han comparado con el Sulgrave Club y han afirmado que, según NAACP v. Alabama y Roberts v. Jaycees, operan dentro de los límites legales. La organización afirma preferir actuar en el anonimato, no queriendo que sus miembros sean conocidos públicamente. La Second Stewards Society afirma que los miembros a quienes se les pregunta sobre su participación en la organización están obligados a ser veraces y cumplir con un código ético.
Tras la filtración de Steward Throat, se descubrieron documentos financieros que mostraban que el grupo tenía un activo neto de 147 000 dólares y había donado principalmente a la sociedad de debate, la organización teatral y la revista de opinión de derecha del campus. En el momento de las filtraciones de White Rose, The Hoya estimó la dotación de la organización en 6 cifras. Los Stewards han declarado que desempeñaron un papel importante en la financiación y planificación de un centro de cuidado infantil en la Universidad de Georgetown.

## Recepción
Durante la disolución de la First Stewards Society, el grupo generó considerables críticas por parte del gobierno estudiantil, los periódicos estudiantiles y las estudiantes. Los Stewards han sido criticados por tener «matices de religiosidad conservadora y... antimodern(ismo)» y por ser vistos como un esfuerzo por «manipular la opinión de los estudiantes y las agendas universitarias». El decano de estudiantes, John DeGioia, declaró: «No creo que esa fuera mi responsabilidad [en referencia a la disolución del grupo], pero les dejé claro que no toleramos las actividades de una sociedad secreta en nuestro campus». DeGioia afirmó haber sido contactado previamente por la organización, pero se negó a ofrecerles apoyo o reconocimiento formal, ya que las sociedades secretas constituían una violación de la política universitaria. Otras críticas contra la organización incluyen la falta de supervisión y el impulso de propaganda hacia los nuevos estudiantes. La revista Esquire, tras las filtraciones de Steward Throat, publicó un artículo satírico sobre los Stewards y cómo otras sociedades secretas no logran permanecer en el anonimato.
Los Stewards han impugnado estas afirmaciones, afirmando que sus miembros incluyen una variedad de identidades religiosas y políticas; citando específicamente que el candidato presidencial del cuerpo estudiantil revelado en 2013 se identificó como un demócrata judío. Además, tras las filtraciones de White Rose, el portavoz de la Second Stewards Society, Adam Augustine Carter, afirmó que la organización era apolítica y no estaba «definida por raza, fe o ideología».